# Берам Каял
Берам Каял (івр. בירם כיאל, нар. 2 травня 1988, Джудейда-Макр) — ізраїльський футболіст, півзахисник клубу «Брайтон енд Гоув».
Виступав, зокрема, за клуби «Маккабі» (Хайфа) та «Селтік», а також національну збірну Ізраїлю.
Володар Кубка Шотландії. Дворазовий чемпіон Шотландії. 

## Клубна кар'єра
Народився 2 травня 1988 року. Вихованець футбольної школи клубу «Маккабі» (Хайфа). Дорослу футбольну кар'єру розпочав 2006 року в основній команді того ж клубу, в якій провів чотири сезони, взявши участь у 92 матчах чемпіонату.  Більшість часу, проведеного у складі хайфського «Маккабі», був основним гравцем команди.
Своєю грою за цю команду привернув увагу представників тренерського штабу клубу «Селтік», до складу якого приєднався 2010 року. Відіграв за команду з Глазго наступні п'ять сезонів своєї ігрової кар'єри.
До складу клубу «Брайтон енд Гоув» приєднався 2015 року. Відтоді встиг відіграти за клуб з Брайтона 24 матчі в національному чемпіонаті.

## Виступи за збірні
Протягом 2008–2009 років залучався до складу молодіжної збірної Ізраїлю. На молодіжному рівні зіграв у 2 офіційних матчах, забив 1 гол.
У 2008 році дебютував в офіційних матчах у складі національної збірної Ізраїлю. Наразі провів у формі головної команди країни 26 матчів, забивши 1 гол.

## Титули і досягнення
- Чемпіон Ізраїлю (2):

«Маккабі» (Хайфа): 2005–06, 2008–09
- Володар Кубка Тото (1):

«Маккабі» (Хайфа): 2007–08
- Чемпіон Шотландії (4):

«Селтік»: 2011–12, 2012–13, 2013–14, 2014–15
- Володар Кубка Шотландії (2):

«Селтік»: 2010–11, 2012–13